# Darwiniella gracilis
Darwiniella gracilis är en svampart som först beskrevs av Speg., och fick sitt nu gällande namn av Speg. 1902. Darwiniella gracilis ingår i släktet Darwiniella, divisionen sporsäcksvampar och riket svampar.   Inga underarter finns listade i Catalogue of Life.